# Museum für Haustierkunde Julius Kühn

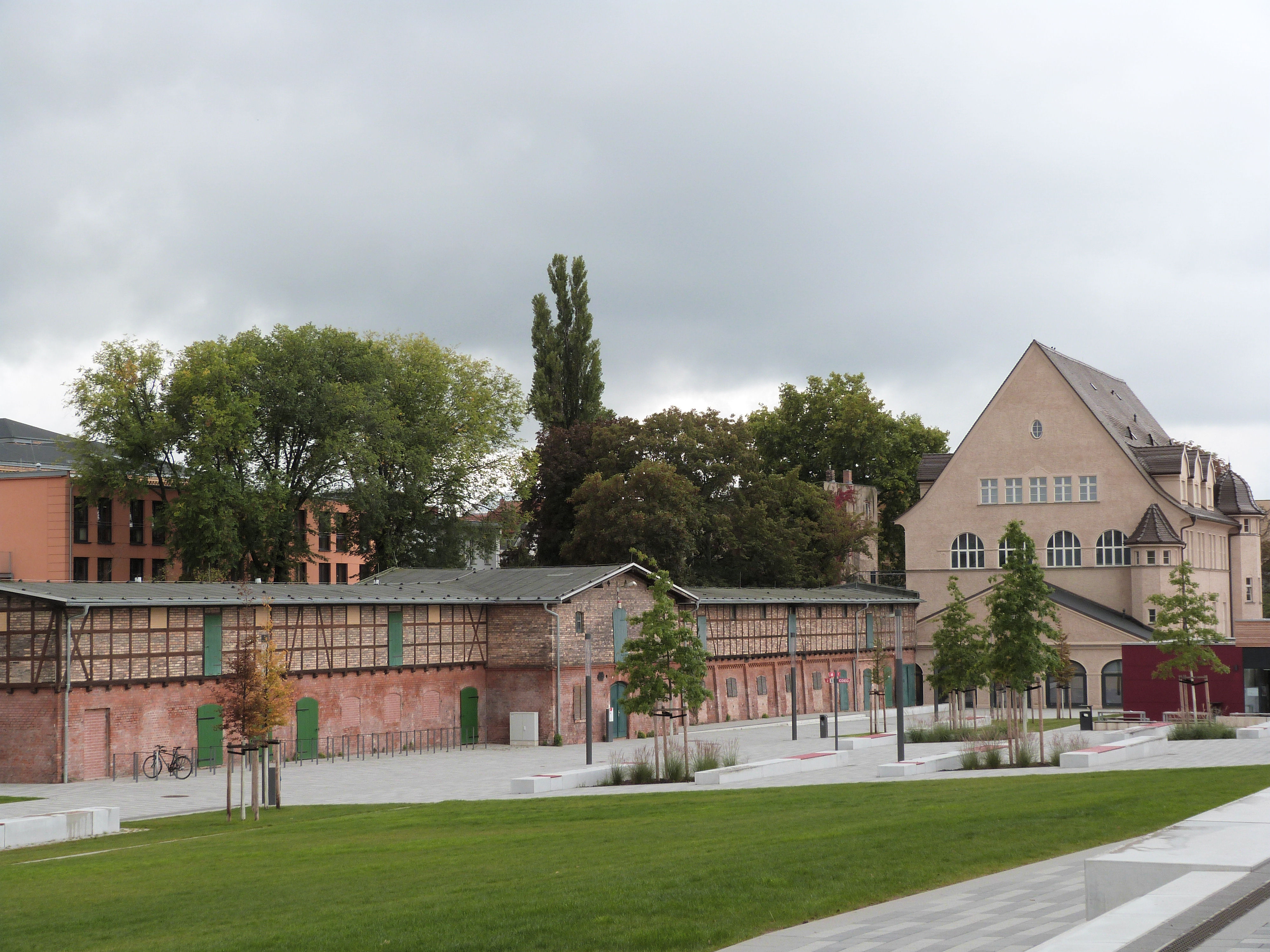
Das Museum für Haustierkunde auf dem Gelände des Steintor-Campus

Das Museum für Haustierkunde „Julius Kühn“ des Instituts für Agrar- und Ernährungswissenschaften der Martin-Luther-Universität Halle-Wittenberg präsentiert speziell den Haustieren gewidmete Sammlungsbestände, die ihren Ursprung im ehemaligen Haustiergarten des Landwirtschaftlichen Instituts haben.

## Geschichte

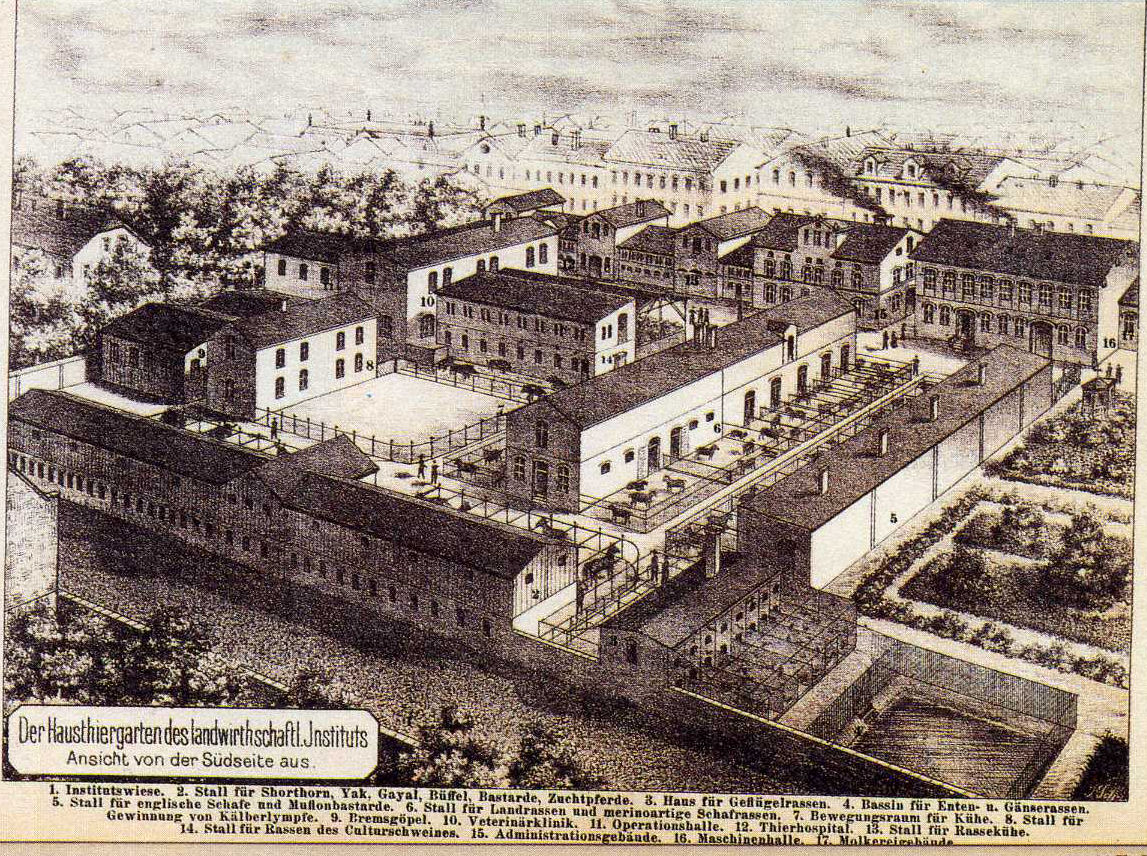
Der Haustiergarten um 1890, unten links der ehemalige Pferdestall, das heutige Museumsgebäude

Nachdem Julius Kühn im Jahre 1863 in Halle erstmals das universitäre Landwirtschaftsstudium in Deutschland einführte, baute er 1865 bis 1888 einen Haustiergarten auf zur Präsentation möglichst vieler Haustierrassen und der mit ihnen verwandten Tierarten. Julius Kühn sah in ihm die „...erste öffentliche Stätte für systematische thierzücherische Forschung...“.
Zum Haustiergarten gehörten Stallanlagen für Rinder, Pferde, Esel, Schweine, Schafe, Ziegen, Hunde, Kaninchen, Gänse, Enten und Hühner, die dazugehörigen Wirtschaftsgebäude, aber auch ein Tierhospital, eine Operationshalle und eine Veterinärklinik. Der Haustiergarten existierte bis zum Jahre 1969. In seiner über einhundertjährigen Geschichte wurden zeitweise mehr als 1000 Tiere gleichzeitig für Demonstrationszwecke und Zuchtversuche gehalten.
Wenn die Tiere für Lehr- und Forschungszwecke nicht mehr geeignet waren, wurden von den wissenschaftlich wertvollsten Vertretern Skelett-, Schädel-, Dermoplastik- und Spirituspräparate, Wollproben und Häute für die haustierkundliche Sammlung gewonnen.
Ein kleiner Teil der Sammlung wurde museal aufgearbeitet und wird seit 1988 im Museum für Haustierkunde präsentiert.

## Ausstellung

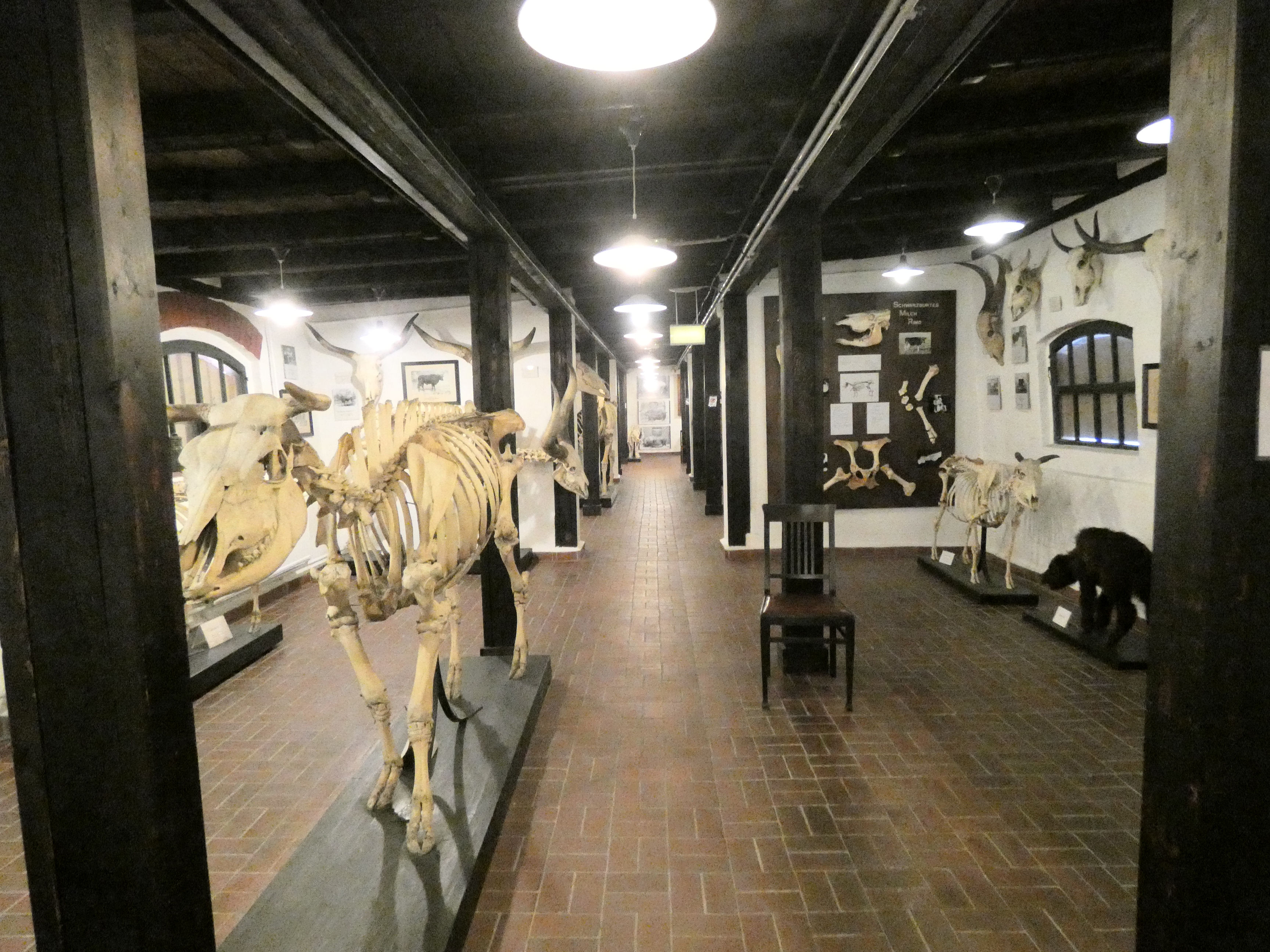
Ausstellungsräume des Museums

Die Ausstellungsräume des Museums befinden sich im denkmalgeschützten, 1884 erbauten Pferdestall des Haustiergartens des Landwirtschaftlichen Instituts; einem langgezogenen Fachwerkgebäude, das heute Teil des 2015 eingeweihten Steintor-Campus, gelegen zwischen der Ludwig-Wucherer-Straße, der Emil-Abderhalden-Straße und der Adam-Kuckhoff-Straße, ist.
Der Stall ist das, neben dem kleinen Klinkerbau des Zuchtfischaquariums, letzte bauliche Zeugnis des ehemaligen Haustiergartens. Die Exponate werden hier auf einer etwa 300 Quadratmeter großen Ausstellungsfläche in fünf Abteilungen präsentiert.
Der Eingangsbereich ist anhand von Schautafeln und Fotos dem Namensgeber und Begründer des Haustiergartens und seiner Sammlungen Julius Kühn gewidmet.
Als Besonderheit war im Entrée auch ein lebensgroßes anatomisches Lehrmodell eines Pferdes aus der Manufaktur des französischen Anatomen Louis Thomas Auzoux (1797–1880) ausgestellt. Es wurde in den Jahren 2019/2020 konserviert sowie restauriert und ist seitdem im Zentralmagazin der Naturwissenschaftlichen Sammlung der Universität Halle ausgestellt und im Rahmen von Führungen zu besichtigen.
Die folgenden vier aufeinander folgenden Räume sind einzelnen Haustierrassen gewidmet: den Schafen und Ziegen, den Rindern, den Pferden sowie den Schweinen und Hunden.
Neben Dermoplastiken und zahlreichen historischen Fotografien der hier ehemals gehaltenen Haustierarten – vorwiegend alter und heute häufig schon ausgestorbener Landrassen – werden vor allem Skelette und Schädel präsentiert.

## Sammlungen

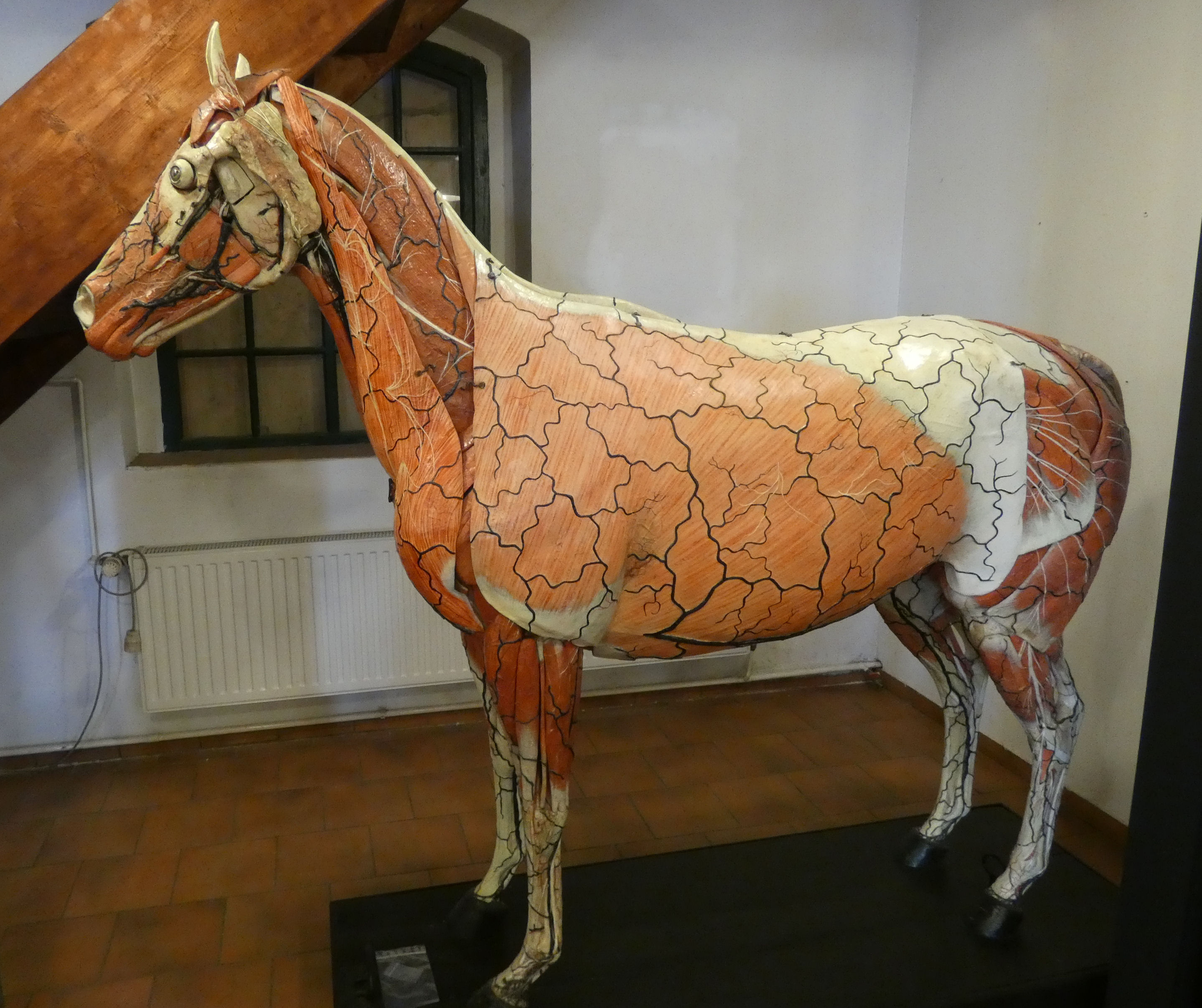
Pappmaché-Modell des Pferdes von Auzoux

Es existiert ein umfangreicher magazinierter Bestand an ca. 7000 Haustierskeletten, Schädeln und Dermoplastiken, so u. a. von Pferden und Eseln (100 Exemplare), Rindern (allein 600 Schädel), Schafen (über 2000 Exemplare) und Schweinen (allein über 600 Schädel).
Daneben verfügt das Institut über eine der drei größten deutschen Vergleichssammlungen der Archäozoologie sowie über eine umfangreiche Wollsammlung.
Das Fotoarchiv mit einer geschätzten Gesamtzahl von 100.000 Exemplaren (Fotos, Glaspositiv-Dias, Negative auf Glas oder Film) beinhaltet u. a. auch über 6000 historische Glasnegativ-Platten aus der Zeit zwischen 1900 und 1930 von wissenschaftlich wertvollen Tieren des Haustiergartens.
Seit Januar 2012 sind zwei Sammlungsteile – das Pappmaché-Modell des Pferds von Auzoux und die historischen Fotoglasplatten Julius Kühns – als national wertvolles Kulturgut gelistet.
Dieser weltweit einmalige Sammlungsbestand ist in zwei Gebäudeteilen untergebracht, oberhalb der Ausstellungsräume und im Zentralmagazin Naturwissenschaftlicher Sammlungen (Martin-Luther-Universität) am Domplatz 4.

## Nutzung
Das Museum, wie auch die magazinierten Sammlungen, werden heute insbesondere von Studenten im Rahmen von Lehrveranstaltungen und Gästen der Universität sowie von Schülergruppen in Ergänzung des Biologieunterrichts genutzt. Für die Öffentlichkeit ist das Museum mittwochs von 14 bis 17 Uhr geöffnet. Der Eintritt ist frei. Auf Anmeldung werden Führungen durchgeführt.